# Las demás
Las demás es una película de comedia dramática chilena de 2023 escrita y dirigida por Alexandra Hyland en su debut como directora.
La película fue seleccionada para competir en la sección oficial a la mejor película de la Competencia Internacional en la 24° edición del Buenos Aires Festival Internacional de Cine Independiente.

## Sinopsis
Rafaela y Gabriela son mejores amigas. El inesperado embarazo de Rafa pone en peligro oasis rosa y extravagante que han construido. El aborto en Chile es ilegal pero no imposible, y juntas deben enfrentarse a la hostilidad del sistema para salir adelante.

## Premios y nominaciones
| Premio/Festival de Cine                                   | Fecha del evento                 | Categoría                                | Nominado  | Resultado | Ref.  |
| --------------------------------------------------------- | -------------------------------- | ---------------------------------------- | --------- | --------- | ----- |
| Buenos Aires Festival Internacional de Cine Independiente | 19 de abril al 1 de mayo de 2023 | Competencia internacional Mejor película | Las demás | Pendiente | [ 2 ] |